# Peregrine Mission One
Peregrine Mission One, або Peregrine Lunar Lander рейс 01 — американський місячний посадковий апарат, побудований приватною космічною компанією Astrobotic Technology, обраний в рамках програми НАСА «Commercial Lunar Payload Services» (CLPS). Запущений United Launch Alliance (ULA) 8 січня 2024 року, о 2:18 ранку за EST на борту вперше запущеної ракети-носія «Вулкан». Це перший американський місячний посадковий апарат, запущений з часів пілотованого місячного модуля програми «Аполлон-17» у 1972 році. Посадковий модуль несе кілька корисних навантажень, загальною масою 90 кг. Проте невдовзі після відділення від ракети сталася несправність, і спробу посадки на Місяць довелося припинити.

## Історія

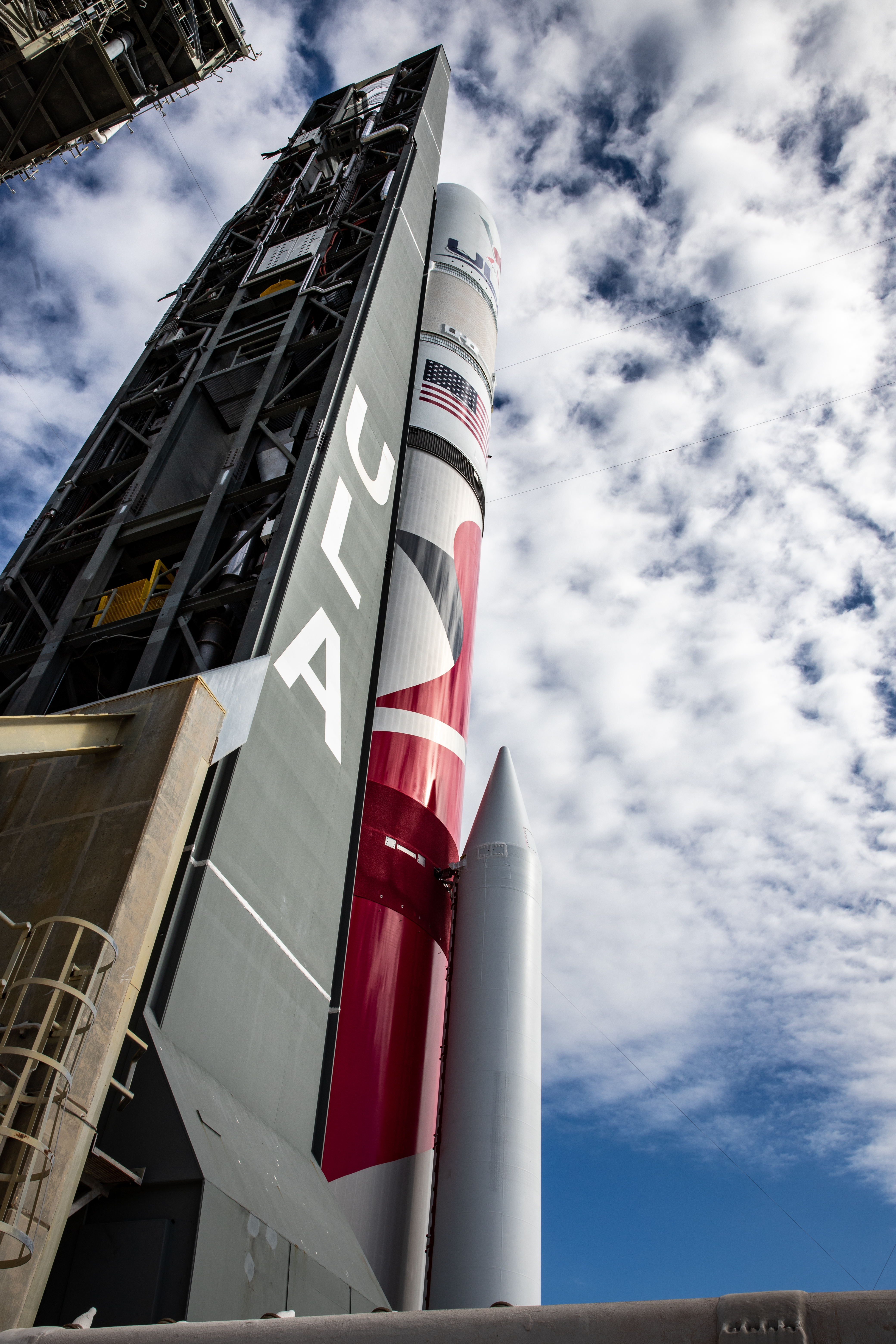
Peregrine встановлений на 41 космічний стартовий комплекс Cape Canaveral на вершині ракети-носія Вулкан 5 січня 2024 року

У липні 2017 року компанія Astrobotic оголосила про досягнення угоди з United Launch Alliance (ULA) про запуск їхнього посадкового модуля Peregrine на борту ракети-носія «Вулкан Центавр». Ця перша місячна місія, названа Mission One, спочатку планувалась до запуску в липні 2021.
29 листопада 2018 року Astrobotic отримала право брати участь у тендері НАСА на Commercial Lunar Payload Services (CLPS) для доставки науково-технічних вантажів на Місяць. У травні 2019 року Mission One отримала від НАСА перший контракт на посадку 14 корисних вантажів.
У червні 2021 року генеральний директор United Launch Alliance Торі Бруно оголосив, що проблеми з корисним навантаженням і тестуванням двигуна відтермінують перший політ ракети-носія Вулкан Центавр з Mission One на борту до 2022 року. 23 лютого 2023 року ULA оголосила очікувану дату запуску місії — 4 травня 2023 року. Після аномалії під час випробувань Вулкан Центавр 29 березня, запуск було відкладено до червня або липня, а потім до кінця 2023 року.
На початку грудня 2023 року Бруно заявив, що проблеми, виявлені під час мокрої генеральної репетиції ракети, ймовірно, відкладуть запуск до наступного стартового вікна, 8 січня.
Під час першої місії Peregrine може нести максимальну масу корисного вантажу 90 кг, і планувалося, що він приземлиться на Грюйтхайзен Гамма
.
Маса корисного навантаження для запланованої другої місії (Mission Two) обмежена 175 кг, а Mission Three і наступні місії нестимуть повну вантажопідйомність 265 кг.

## Місія
Запуск «Peregrine» став першим з двох сертифікаційних польотів, які вимагають Космічні сили США, перш ніж важка ракета-носій «Vulcan Centaur» зможе виконувати прибуткові місії для Пентагону. Згідно з планом місії, «Peregrine» мав здійснити посадку на Місяць 23 лютого 2024 року з науковим вантажем на борту, який збиратиме дані про місячну поверхню перед запланованими майбутніми людськими місіями. На посадковому апараті було розміщено декілька корисних навантажень загальною масою 90 кг.

### Корисне навантаження
На борту «Peregrine» був корисний вантаж з семи країн світу, в тому числі від британсько-українського стартапу Spacebit: металева версія прапора України, різноманітні метали та космічні покриття. Їх планували випробувати під час польоту та місячних умов, щоб підготуватися до запуску місяцехода Asagumo.

#### Місяцеходи
| Країна  | Назва     | Агентство або компанія     | Опис |
| ------- | --------- | -------------------------- | --- |
| Мексика | Colmena×5 | Agencia Espacial Mexicana  | Мексиканське космічне агентство Agencia Espacial Mexicana (AEM) запустить на поверхню Місяця перший латиноамериканський науковий інструмент. Корисне навантаження, що складається з п'яти невеликих роботів, вагою менше 60 грам і діаметром 12 сантиметрів, буде доставлено на поверхню Місяця. |
| США     | Iris      | Carnegie Mellon University | Iris з Університету Карнегі-Меллона — це 2-кілограмовий марсохід, розроблений студентами університету. Його шасі розміром з взуттєву коробку і колеса з кришечок від пляшок виготовлені з вуглецевого волокна, що є першою розробкою в планетарній робототехніці. Iris був розроблений для тестування мобільності невеликих, легких марсоходів на Місяці, збору зображень для геологічних досліджень, а також для збору даних UWB-радіовимірювання для тестування нових методів відносної локалізації. |

Інструменти
| Країна    | Назва                                                                 | Агентство або компанія | Опис |
| --------- | --------------------------------------------------------------------- | ---------------------- | --- |
| США       | Лазерний ретрорефлективний масив(LRA)                                 | НАСА                   | Світловідбивач відбиває світло, яке потрапляє на нього, прямо назад (на 180° від вхідного світла). LRA складається з восьми таких рефлекторів, кожен з яких являє собою скляну кутову кубічну призму діаметром 1,25 см, вмонтовану в алюмінієву півсферу (пофарбовану золотою) і прикріплену до палуби спускового апарата. Він був розроблений для ефективного відбиття лазерних сигналів від інших орбітальних і посадкових космічних апаратів у широкому діапазоні вхідних напрямків, що дозволяло точно вимірювати відстань між орбітальним або посадковим космічним апаратом і спусковим апаратом. LRA мав функціонувати як маркер місцезнаходження на Місяці протягом десятиліть. (Примітка: ця конструкція LRA занадто мала для лазерного наведення з Землі). |
| США       | Спектрометр лінійної передачі енергії (LETS)                          | НАСА                   | Космічна радіація може завдати шкоди астронавтам під час дослідницьких місій за межами захисної атмосфери Землі, і особливо на Місяці, порівняно з низькою навколоземною орбітою (НОО). Першим джерелом ризику є загальна доза опромінення від галактичних космічних променів, яка на поверхні Місяця приблизно вдвічі вища, ніж у НОО. Другим джерелом ризику є явища космічної погоди, спричинені сонячною активністю. Спектрометр лінійної передачі енергії (LETS) — це радіаційний монітор, який є похідним від апаратури, що була встановлена на «Оріон EFT-1» і планується до польоту на місії «Оріон ЕМ-1», що дозволить отримати знання про радіаційне середовище Місяця і продемонструвати можливості системи на поверхні Місяця. Датчик радіації LETS — це твердотільний кремнієвий детектор Timepix, який є похідним від апаратури, що була встановлена на Orion EFT-1. Цей датчик вимірюватиме рівень падаючої радіації, надаючи інформацію, яка є критично важливою для розуміння і пом'якшення небезпечного середовища, з яким зіткнуться люди, досліджуючи поверхню Місяця. |
| Німеччина | Радіаційний детектор M-42                                             | DLR                    | Цей радіаційний детектор є доповненням до іншого наукового експерименту на борту місії НАСА Артеміда-1. Ці датчики точно вимірюватимуть рівень радіації, з якою зіткнеться людське тіло під час польоту на Місяць і назад. Дані, отримані під час місій «Артеміда-1» та «Peregrine», покращать наше розуміння умов космічних польотів на Місяць з точки зору впливу на здоров'я астронавтів, оскільки космічна радіація буде одним з ключових ризиків у майбутньому освоєнні космосу людиною. |
| США       | Навігаційний доплерівський лідар (NDL)                                | НАСА                   | NDL — це датчик зниження та посадки на основі LIDAR (Light Detection and Ranging). Цей прилад працює за тими ж принципами, що і радар, але використовує імпульси світла від лазера замість радіохвиль. NDL вимірює швидкість (швидкість і напрямок) і висоту (відстань до землі) з високою точністю під час зниження і приземлення. |
| США       | Система ближнього інфрачервоного спектрометра летких речовин (NIRVSS) | НАСА                   | Корисне навантаження включає в себе контекстний візуалізатор спектрометра і довгохвильовий калібрувальний датчик. Він вимірює поверхневу і підземну гідратацію (H2O і OH), а також вміст CO2 і метану (CH4) з одночасним картуванням морфології поверхні і поверхневої температури. Планується, що вимірювання відбуватимуться під час проходження марсохода, коли він буде інтегрований на марсохід, в районах цільових досліджень летких речовин (так званих наукових станціях), а також під час буріння свердловин. Цей інструмент був створений в Дослідницькому центрі НАСА в Еймсі. Загалом він складається з трьох специфічних інструментів: спектрометра ближнього інфрачервоного діапазону, модуля візуалізації Еймса та довгохвильового калібрувального датчика. |
| США       | Neutron Spectrometer System (NSS)                                     | НАСА                   | Інструмент NSS визначатиме вміст водневовмісних матеріалів і об'ємний склад реголіту на місці посадки, а також вимірюватиме будь-які часові коливання вмісту летких водневих сполук протягом добового циклу. NSS може вимірювати загальний об'єм водню на глибині до трьох футів під поверхнею, надаючи наземні дані з високою роздільною здатністю для вимірювань, зроблених приладами на орбіті навколо Місяця. NSS вимірює кількість і енергію нейтронів, присутніх у поверхневому середовищі Місяця, на основі чого можна зробити висновок про кількість водню, присутнього в навколишньому середовищі. Таке виявлення можливе тому, що коли нейтрони вдаряються об атом водню, вони втрачають багато енергії. |
| США       | Мас-спектрометр з іон-пасткою «Peregrine» (PITMS)                     | НАСА                   | PITMS охарактеризує місячну екзосферу після спуску і посадки, а також протягом місячного дня, щоб зрозуміти, як відбуваються викиди і переміщення летких речовин. Попередні місії продемонстрували наявність летких речовин на поверхні Місяця, але залишаються значні питання щодо того, звідки ці леткі речовини з'являються і як вони транспортуються поверхнею Місяця. Вивчення того, як змінюється місячна екзосфера протягом місячного дня, може дати уявлення про процес транспортування летких речовин на Місяці. Інструмент має можливість вимірювати низький рівень газів, які очікувано містяться в місячній екзосфері і вивільняються внаслідок взаємодії реголіту з поверхневими збуреннями, такими як місяцеходи. Датчик PITMS є прямим спадкоємцем мас-спектрометра «Птолемей», який зробив перші наземні вимірювання летких і органічних речовин на кометі 67P за допомогою спускового апарата «Розетта» — «Філи». PITMS працює в режимі пасивного відбору проб, коли молекули потрапляють в зенітну апертуру і захоплюються радіочастотним полем, а потім послідовно випускаються для аналізу. PITMS має роздільну здатність за одиницею маси до верхньої межі відношення маси до заряду (m/z) 150 Да. Дослідження PITMS забезпечить часову роздільну здатність варіабельності OH, H2O, інертних газів, сполук азоту та натрію, що вивільняються з ґрунту і присутні в екзосфері протягом місячної доби. Спостереження PITMS доповнять інші інструменти на борту посадкового модуля «Peregrine» для комплексного підходу до розуміння складу поверхні та екзосфери, пов'язуючи властивості та склад поверхні з вимірюваннями LADEE з орбіти та забезпечуючи середньоширотну точку порівняння для полярних вимірювань, запланованих місіями VIPER, PROSPECT та іншими місіями. Дані PITMS забезпечують критично важливий зв'язок між середніми широтами і майбутніми полярними мас-спектрометрами для характеристики широтної міграції летких речовин від екватора до полюсів. PITMS — це спільний проект НАСА і ЄКА, який реалізується Центром космічних польотів ім. Годдарда (GSFC) НАСА і підрядниками ЄКА — Відкритим університетом (OU) і НТКЦ RAL Space, за координації та підтримки Центру космічних досліджень і технологій ЄКА (ESTEC). Інтегроване корисне навантаження PITMS та наукові дослідження будуть здійснюватися GSFC разом з міжнародною командою вчених. |
| США       | Навігація відносно місцевості (TRN)                                   | Astrobotic             | Astrobotic продемонструє свій автономний датчик відносної навігації на місцевості (TRN) як корисне навантаження під час першої місії на Місяць. TRN дозволить космічним апаратам здійснювати посадку на поверхню планети з безпрецедентною точністю менше 100 метрів. Датчик TRN розробляється в рамках контракту НАСА Tipping Point вартістю 10 мільйонів доларів США з Космічним центром НАСА імені Джонсона, Лабораторією реактивного руху та компанією Moog. |

#### Капсули часу
| Країна              | Назва                          | Агентство або компанія           | Тип                                         |
| ------------------- | ------------------------------ | -------------------------------- | ------------------------------------------- |
| США                 | Bitcoin Magazine Genesis Plate | BIT Inc.                         | Меморіальна дошка                           |
| Німеччина           | DHL MoonBox                    | DHL                              | Комерційні капсули з корисним навантаженням |
| Канада              | Lunar Codex                    | Incandence                       | Мистецтво, книги, оповідання, музика        |
| Велика Британія     | Footsteps on the Moon          | Lunar Mission One                | Архів зображень                             |
| США                 | Luna 02                        | Celestis                         | Меморіальна капсула                         |
| Сейшельські Острови | Lunar Bitcoin                  | BitMEX                           | Криптовалюта                                |
| Японія              | Lunar Dream Capsule            | Astroscale                       | Капсула часу                                |
| США                 | Memorial Space Flight Services | Elysium Space                    | Меморіальна капсула                         |
| Угорщина            | Memory of Mankind on the Moon  | Puli Space Technologies          | Капсула часу                                |
| США                 | MoonArk                        | Carnegie Mellon University       | Місячний музей                              |
| Аргентина           | Your Photos on the Moon        | @andres                          | Мистецтво                                   |
| США                 | The Arch Libraries             | Arch Mission Foundation          | Капсула часу                                |
| Канада США          | Writers on the Moon            | https://www.writersonthemoon.com | Оповідання 133 авторів                      |

## Запуск
«Peregrine» був запущений 8 січня 2024 року, о 2:18 ранку (за східним часом) компанією United Launch Alliance (ULA) на борту першого польоту корабля «Вулкан-Центавр».

## Хронологія польоту
8 січня 2024 року, в ході польоту, приблизно через 6 годин після запуску, на борту «Peregrine» стався збій у руховій установці. Несправність позбавила космічний апарат можливості генерувати енергію за допомогою сонячних батарей. За словами інженерів НАСА, стався витік палива, через що апарат не міг зберігати правильне положення стосовно Сонця. Імовірно, витік стався через несправність клапана між резервуарами гелію і окислювача. Збій призвів до нещільного закриття клапана, що викликало збільшення тиску в резервуарі окислювача та його подальший вибух. Аномалія в роботі космічного апарата та витік палива завадили здійсненню його посадки на Місяць.
Станом на 15 січня 2024 року, пошкоджений космічний місячний апарат «Peregrine» знаходився за 289 000 км від Землі. Надалі він розвернеться в бік Землі та, як очікується, згорить у земній атмосфері 18 січня 2024 року. Компанія «Astrobotic Technology», яка розробила «Peregrine», відстежує його політ, використовуючи дані Лабораторії реактивного руху (JPL) у Пасадені (Каліфорнія).

## Завершення польоту
18 січня 2024 року, близько 15:50 за часом Східного узбережжя США (о 22:50 за Київським часом), команда «Astrobotic Technology» перестала отримувати дані телеметрії від апарата «Peregrine». Таким чином, апарат завершив контрольований вхід в атмосферу над відкритою водою в південній частині Тихого океану та о 16:04 за часом Східного узбережжя США (о 23:04 за Київським часом) припинив своє існування. Компанія-розробник «Astrobotic Technology» підтвердила втрату космічного місячного апарата.

## Цікаві факти
Перед запуском, місія була рішуче засуджена народом навахо, оскільки посадковий модуль «Peregrine» перевозив корисні вантажі від меморіальних космічних компаній, які містили людські останки та ДНК. Президент народу навахо Буу Нігрен звернувся у відкритому листі до НАСА, в якому зазначив, що відправка людських останків на Місяць була «рівнозначною оскверненню цього священного простору».